# Hans Pramer
Hans Pramer (10. Oktober 1882 in St. Veit im Mühlkreis – 29. Mai 1943 in Landsberg am Lech) war ein österreichischer Eisenbahner und Widerstandskämpfer gegen den Nationalsozialismus. Er wurde wegen Hochverrats verurteilt und verstarb im Zuchthaus Landsberg.

## Leben
Pramer war von Beruf Eisenbahner. Schon in jungen Jahren schloss er sich der Sozialdemokratische Arbeiterpartei an und war aktives Mitglied der Sektion im Gasteinertal. Er übersiedelte nach Werfen und wurde dort 1917 Vertrauensmann der Werfener Lokalorganisation. Anschließend ging er nach Hallein, war auch hier viele Jahre lang SP-Funktionär in der Lokal- und Bezirksorganisation, Angehöriger des Republikanischen Schutzbundes und bis 1934 Obmann der Eisenbahnergewerkschaft im Bezirk Hallein. Nach Errichtung des totalitären Ständestaates und dem Verbot der Arbeiterpartei schloss sich Pramer der dann ebenfalls illegalen Gewerkschaftsbewegung und den Revolutionären Sozialisten an. Seine Widerstandstätigkeit setzte er nach der Annexion Österreichs fort. Am 22. Februar 1942 wurde er verhaftet und wegen Hochverrats vom Volksgerichtshof in Berlin zu zwei Jahren Gefängnis verurteilt. Er kam ins Zuchthaus Landsberg in Oberbayern, wo er am 29. Mai 1943 ums Leben gebracht wurde.

## Gedenken

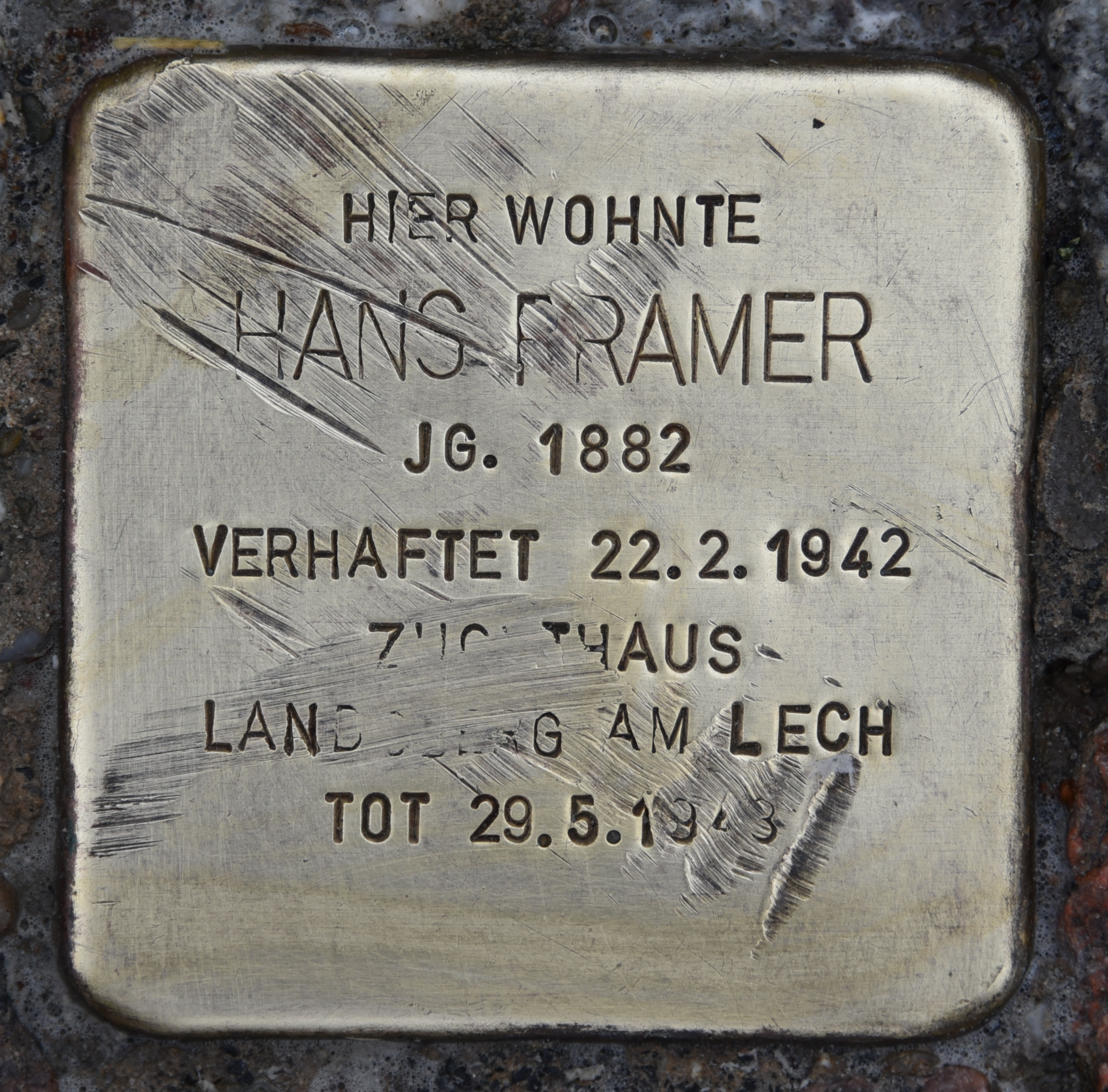
Stolperstein in Hallein für Hans Pramer

Im April 1945 benannte die Stadt Hallein den Kornsteinplatz nach Hans Pramer. Da sich jedoch der historische Name des Platzes im Sprachgebrauch der Bevölkerung erhielt, entschied die Stadtgemeinde 1967 auf Rückbenennung des Kornsteinplatzes und widmete stattdessen den Bahnhofsvorplatz von Hallein dem Widerstandskämpfer.
Am 3. Juli 2014 verlegte der Kölner Künstler Gunter Demnig vor dem letzten frei gewählten Wohnsitz Pramers, dem Haus Wiestal-Landesstraße 19 in Hallein, einen Stolperstein mit folgender Inschrift:
| HIER WOHNTE HANS PRAMER JG. 1882 VERHAFTET 22.2.1942 ZUCHTHAUS LANDSBERG AM LECH TOT 29.5.1943 |